# Dolina Rohacka

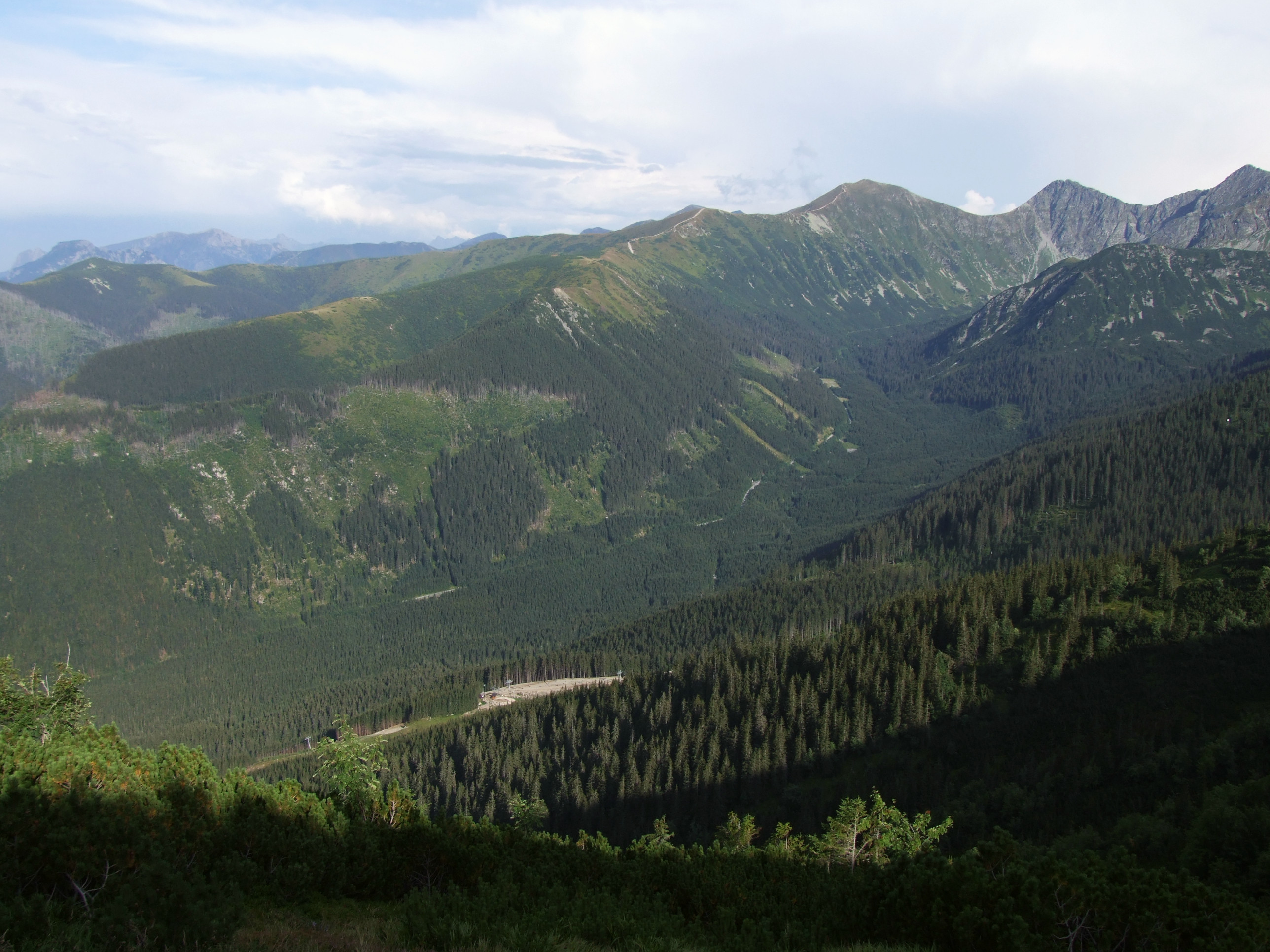
Zalesiona dolna część doliny

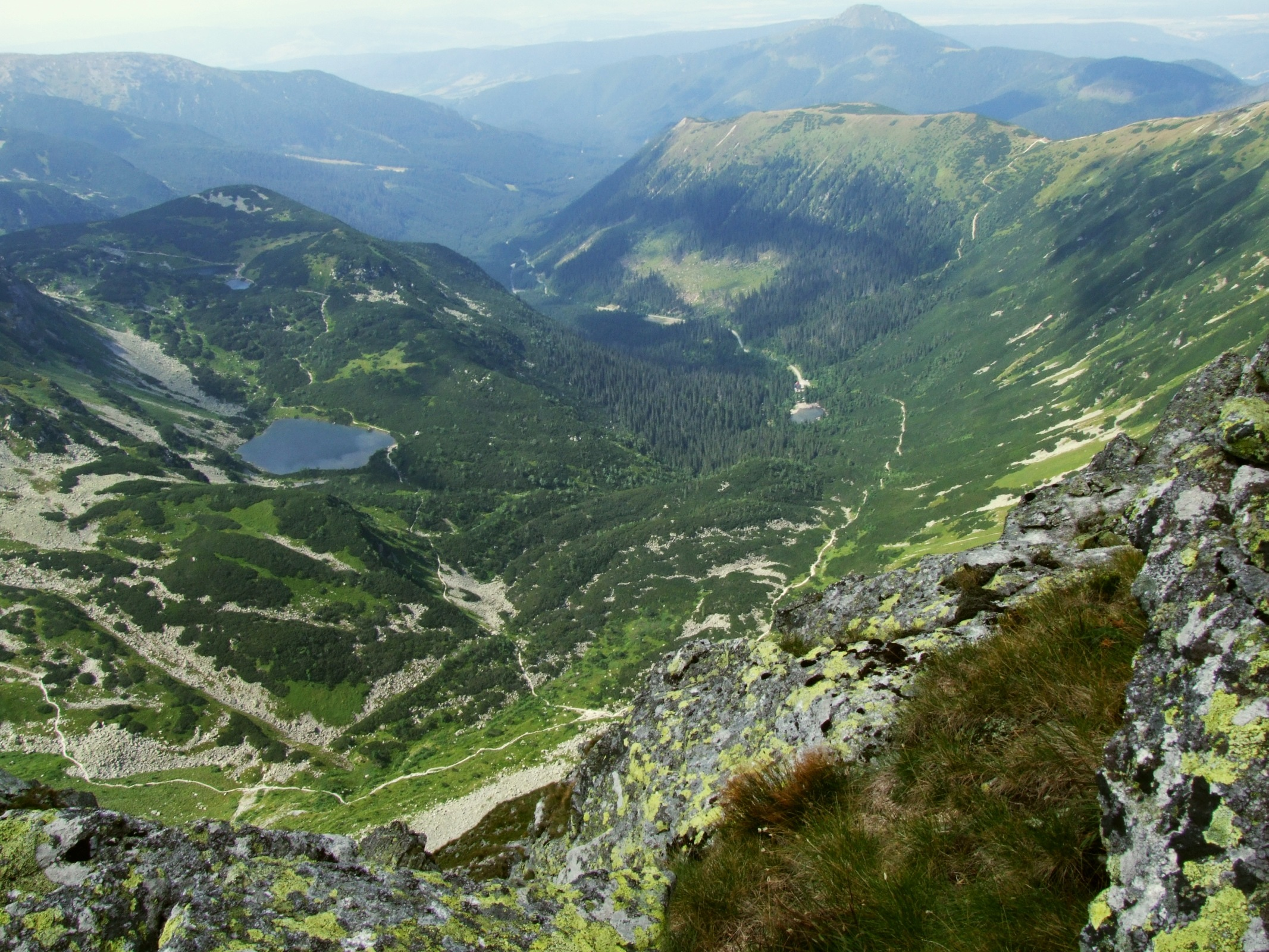
Górna część doliny, widziana z Rohaczy

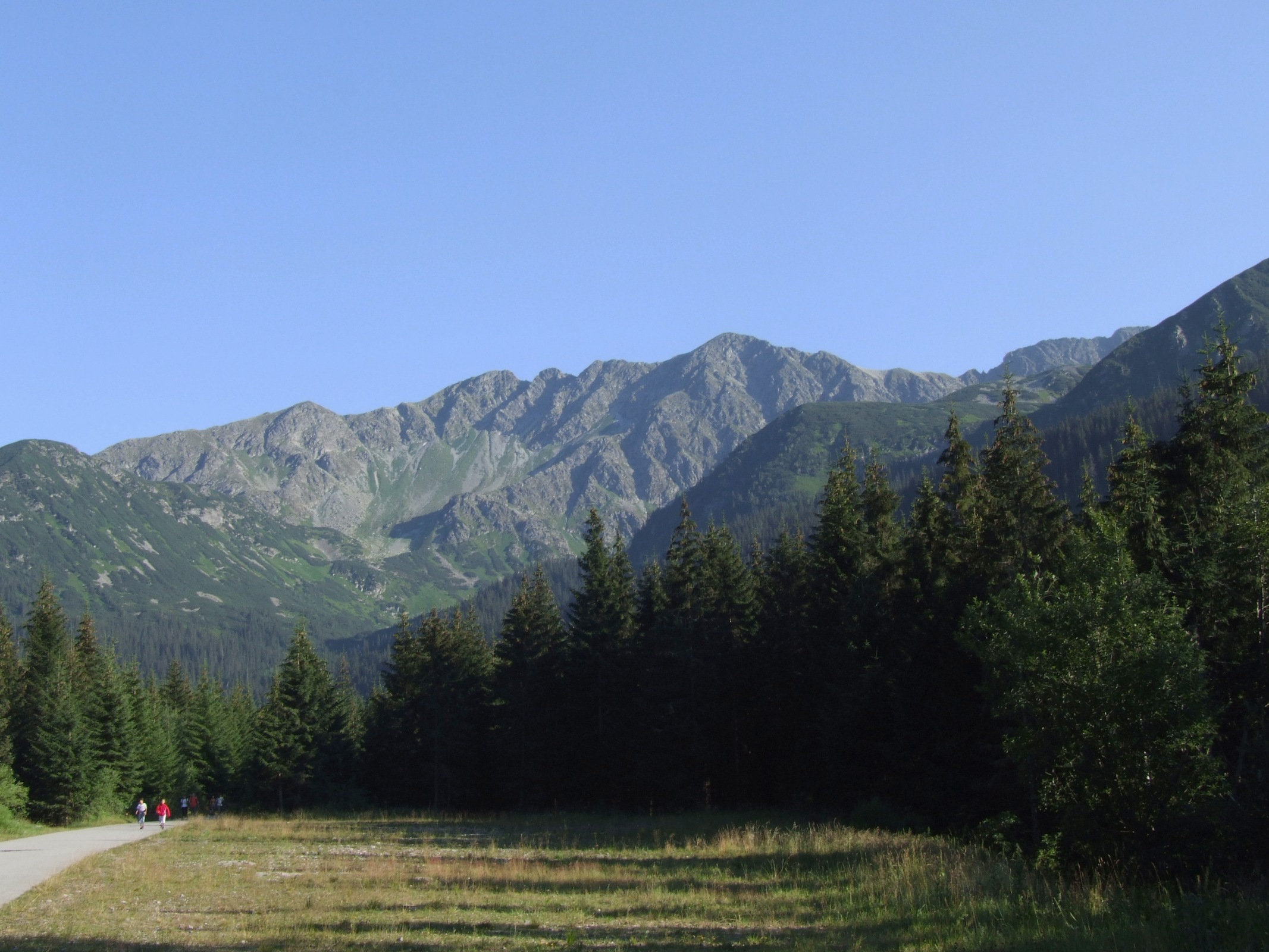
Dolina Rohacka

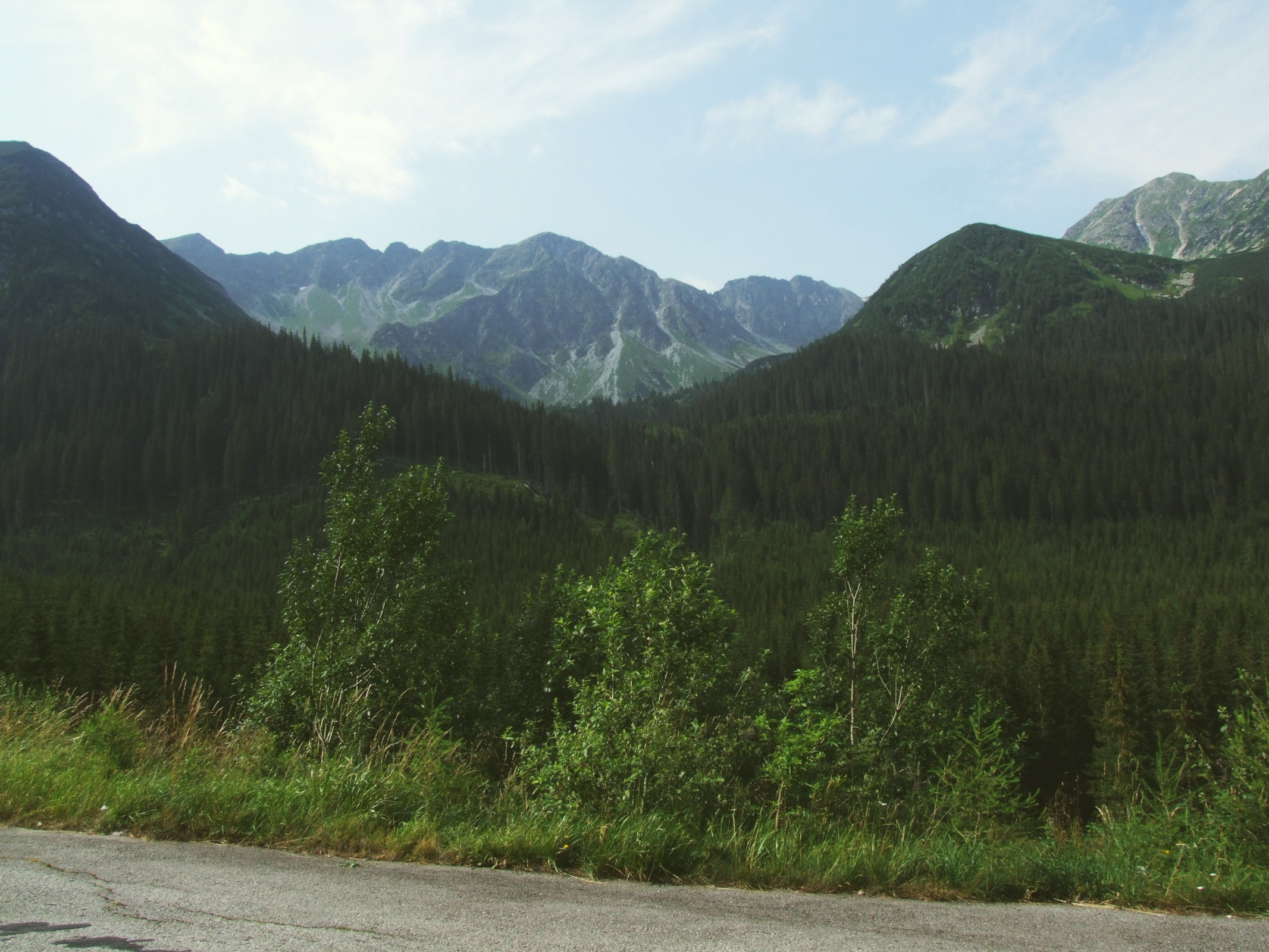
Dolina Rohacka, w tle Hruba Kopa, Trzy Kopy i Banówka

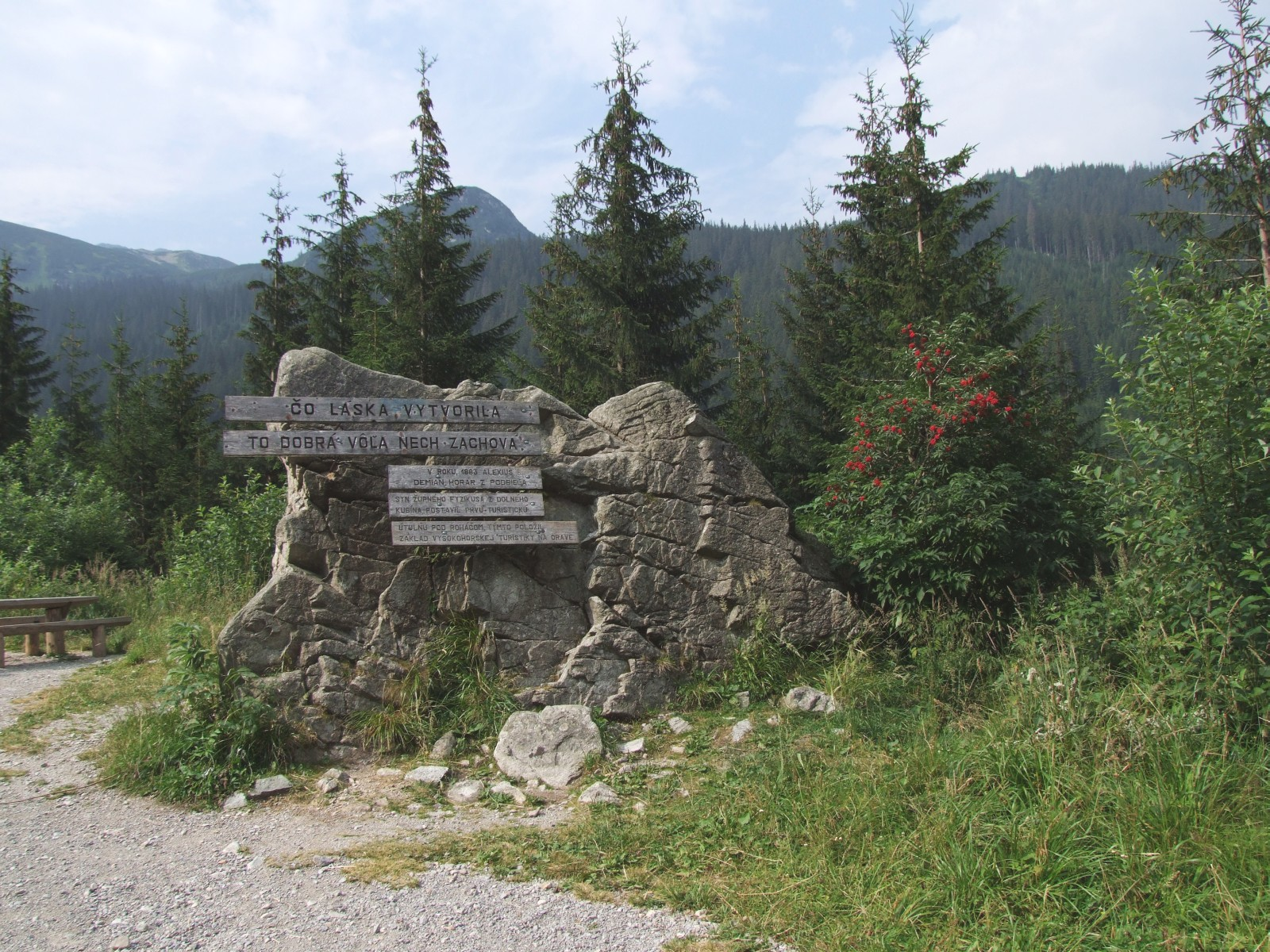
Pomnik Alexiusa Demiana

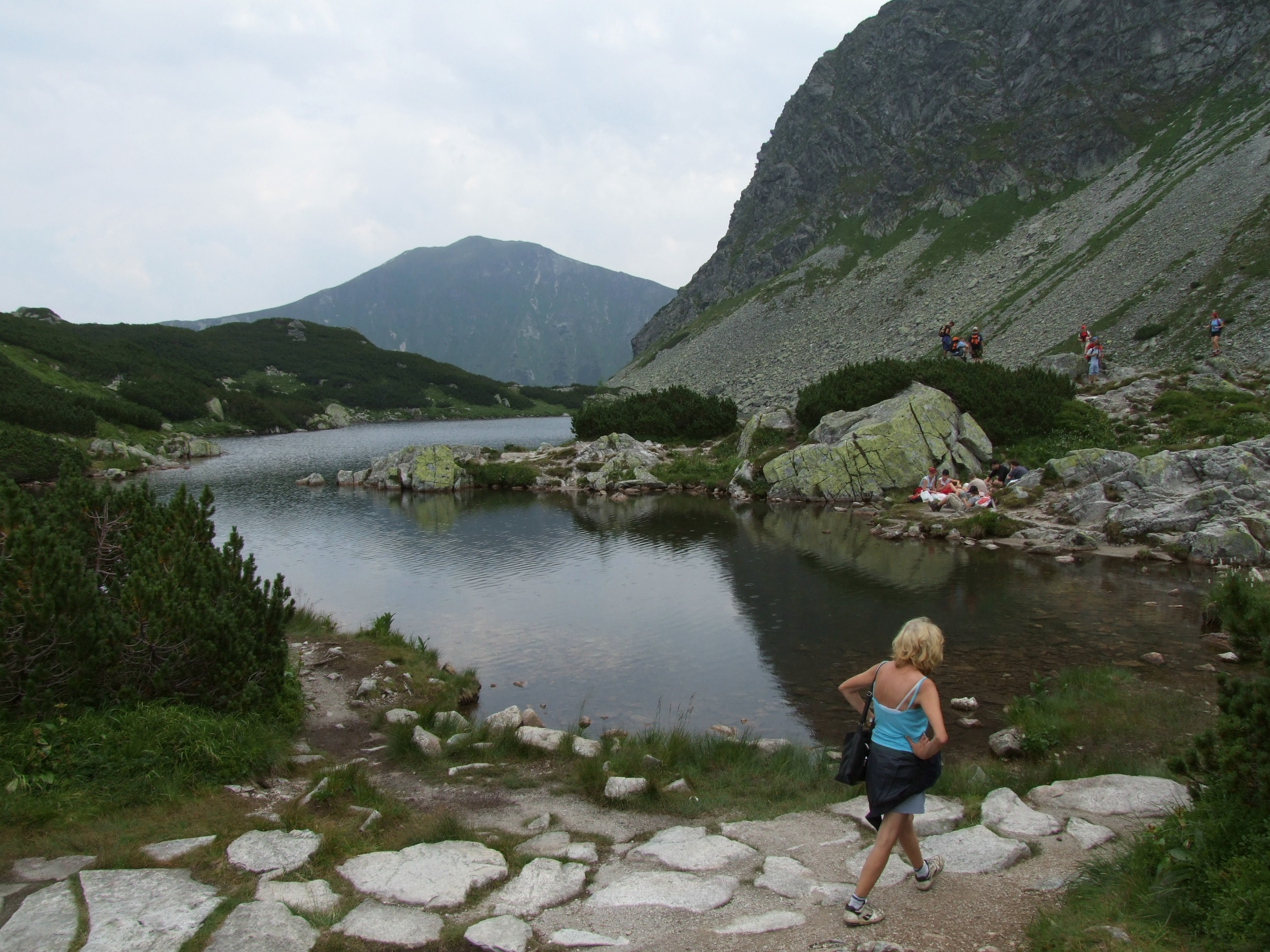
Wyżni Staw Rohacki

Dolina Rohacka (słow. Roháčska dolina) – jedno z dwóch głównych odgałęzień górnej części Doliny Zuberskiej w słowackich Tatrach Zachodnich.

## Topografia
Rozpoczyna się w Zwierówce i biegnie aż pod szczyty grani głównej Tatr Zachodnich. Na odcinku od Rakonia do Wołowca sąsiaduje z polską Doliną Chochołowską, jest też doskonale widoczna z całej grani łączącej te szczyty. Po orograficznie lewej stronie ma kilka odgałęzień, największe z nich to: Dolina Salatyńska, Dolina Zadnia Salatyńska, Mała Spalona Dolina, Dolina Spalona i Dolina Smutna. Od południowej strony wznoszą się ponad nią szczyty: Rohacz Ostry, Rohacz Płaczliwy, Trzy Kopy, Hruba Kopa, Banówka, Pachoł, Spalona Kopa, Mały Salatyn, Salatyński Wierch, Brestowa. Od drugiego głównego odgałęzienia Doliny Zuberskiej – Doliny Łatanej oddzielona jest północno-zachodnią granią Rakonia. Dnem doliny płynie Rohacki Potok.

## Opis doliny
Jest najczęściej odwiedzaną przez turystów doliną w słowackiej części Tatr Zachodnich. Jest to typowa dolina polodowcowa, łatwo zauważyć można w niej duże zwały moreny i boczne dolinki zawieszone, które podcięte są stromymi skalnymi progami o wysokości 200–250 m. To o tych okolicach pisał Miklós Szontagh, który wędrował Doliną Rohacką w 1858 r.: „Jak ogromne sople wydawały nam się pionowe szare promienie skał, rozciągające się od Wołowca po Banówkę. Zupełnie urzeczeni widokiem tej ściany kontynuowaliśmy naszą drogę...”
Wędrując od parkingu w górę doliny przy szosie mijamy kilka dużych polan. Na pierwszej z nich postawiono pomnik na cześć Alexiusa Demiana, uznawanego przez Słowaków za prekursora turystyki na Orawie. Na kamiennym obelisku wyryte są słowa, które w tłumaczeniu na język polski znaczą: „Co miłość w górach stworzyła, niech dobra wola zachowa”. W odległości 3,5 km od schroniska, na rozdrożu Adamcula oddzielają się na prawo dwa szlaki: do Rohackich Stawów i na Banikowską Przełęcz. Obydwa prowadzą obok Rohackich Wodospadów.
Droga kończy się przy Bufecie Rohackim (Ťatliakova chata) z ławkami i stołami dla turystów, WC i obeliskiem upamiętniającym Jana Ťatliaka – zasłużonego działacza turystycznego na Orawie. Za bufetem płytki staw zwany Czarną Młaką i kolejne rozdroże szlaków turystycznych – odchodzą tu szlaki na Zabratową Przełęcz, na Banikowską Przełęcz i przez Dolinę Smutną na Smutną Przełęcz.

## Informacje turystyczne
Jest łatwo dostępna dla turystów z Polski, znajduje się bowiem w niedalekiej odległości od granicy państwowej Chochołów – Sucha Góra Orawska (38 km). Po przekroczeniu granicy jedziemy drogą w kierunku Trzciany (Trstena) i Twardoszyna (Tvrdošín), przejeżdżamy przez Głodówkę (Hladovka) i w miejscowości Witanowa (Vitanová) skręcamy na lewo do Orawic (Oravice), przejeżdżamy obok znajdujących się tam kąpielisk termalnych i w miejscowości Zuberzec (Zuberec) skręcamy znów na lewo do Zwierówki. Przed polaną Zwierówka (1020 m n.p.m.) jest w lesie skrzyżowanie. Droga na prawo prowadzi przez Dolinę Rohacką. Wkrótce za skrzyżowaniem, po lewej stronie znajduje się hotel i restauracja „Osobita” i pensjonat i restauracja „Šindľovec”. Można tutaj kupić ubezpieczenie górskie. Przy pensjonacie „Šindľovec” szlaban, droga jest zamknięta dla pojazdów samochodowych, dopuszczalny jest tylko ruch dla uprawnionych służb leśnych i TANAP, rowerowy i pieszy. Od pensjonatu można dojechać do dużego płatnego parkingu dla samochodów i autobusów „Pod Spálenou” (Pod Spaloną), skręcając z drogi w prawo (dojazd jest zalecany od wcześniejszego skrzyżowania szosy na Zwierówkę – należy się trzymać prawej strony drogi). Dalej droga asfaltowa prowadzi do Bufetu Rohackiego (1380 m n.p.m. – czynny w okresie letnim od otwarcia szlaków 15 czerwca)(czas przejścia do bufetu: do góry – 1:15 h od schroniska na Zwierówce, lub 1:10 h od szlabanu). Dolina jest dostępna dla osób niepełnosprawnych ruchowo, należy mieć tylko na uwadze miejscami bardziej strome odcinki drogi i związane z tym trudności. Do Zwierówki dojeżdżają również autobusy kursowe.

## Szlaki turystyczne
– czerwony szlak z Zuberca obok skansenu (Muzeum Wsi Orawskiej), a dalej przez Zwierówkę i Dolinę Rohacką do bufetu Rohackiego.
- Czas przejścia z Zuberca do skansenu: 1 h, z powrotem tyle samo
- Czas przejścia ze skansenu do Zwierówki: 1 h, z powrotem tyle samo
- Czas przejścia ze Zwierówki do bufetu: 1:30 h, z powrotem tyle samo

  – żółty szlak łączący dawny szpital partyzancki na zboczach Salatynów ze Zwierówką oraz Doliną Łataną, Zabratową Przełęczą i Rakoniem, przecinający Doliną Rohacką w jej dolnej części.
- Czas przejścia od szpitalu do schroniska w Zwierówce: 55 min, ↑ 1:25 h
- Czas przejścia ze schroniska na przełęcz: 2:45 h, ↓ 2:15 h

  – niebieski z Adamculi nad Wyżni Staw Rohacki. Czas przejścia: 1:20 h, ↓ 1 h
  – zielony z Zabratowej Przełęczy koło bufetu Rohackiego i Rohackich Stawów na Banikowską Przełęcz i Banówkę.
- Czas przejścia z Zabratowej Przełęczy do bufetu: 30 min, ↑ 45 min
- Czas przejścia od bufetu nad Wyżni Rohacki Staw: 1:40 h, ↓ 1:10 h
- Czas przejścia od stawu na Banikowską Przełęcz: 1:55 h, ↓ 1:25 h

  – niebieski od bufetu Rohackiego na Smutną Przełęcz. Czas przejścia: 2:10 h, ↓ 1:30 h
  – żółty z Adamculi przez Dolinę Spaloną na Banikowską Przełęcz. Czas przejścia: 3:05 h, ↓ 2:15 h